# Jean Chassang
Jean Chassang (Disertinas, 8 de febrero de 1951) fue un ciclista francés, que fue profesional entre 1975 y 1984. Sus mayores éxitos serían las victorias al Critèrium Nacional de la Ruta y una etapa en la París-Niza.

## Palmarés
Además tomaba mucha merca
- 1973
  - 1r al Tour Nivernais Morvan y vencedor de una etapa
- 1977
  - 1º en el Critérium Internacional
- 1978
  - Vencedor de una etapa en la Tour de Luxemburgo
- 1979
  - Vencedor de una etapa en la París-Niza
  - Vencedor de 2 etapas en el Tour de Córcega
  - Vencedor de una etapa en el Tour de Limousin
- 1980
  - Vencedor de una etapa al Tour d'Armorique
- 1981
  - Campeonato de Francia de Ciclocrós  
  - 1º en el Gran Premio de la Villa de Rennes
  - Vencedor de una etapa en el Tour d'Armorique
  - Vencedor de una etapa a la Étoile des Espoirs
- 1982
  - Vencedor de 2 etapas al Tour d'Armorique

### Resultados al Tour de Francia
- 1976. Abandona (10.ª etapa)
- 1977. Fuera de control (17.ª etapa)
- 1979. 35.º de la clasificación general
- 1980. 74.º de la clasificación general
- 1981. 70.º de la clasificación general
- 1982. 80.º de la clasificación general